# Мария Магдалина
Мари́я Магдали́на (ивр. מרים המגדלית‎, др.-греч. Μαρία ἡ Μαγδαληνή, лат. Maria Magdalena) — последовательница Иисуса Христа, христианская святая, мироносица, которая, согласно евангельскому тексту, следовала за Христом, присутствовала при Его Распятии и была первым человеком, удостоившимся явления Воскресшего Иисуса.
В Православной и Католической церквях почитание Марии Магдалины различается: в православии почитается как равноапостольная мироносица, излеченная от семи бесов и фигурирующая только в нескольких эпизодах Нового Завета, а в традиции Католической церкви долгое время было принято отождествлять с ней образ кающейся блудницы и Марии из Вифании, сестры Лазаря, а также прилагать обширный легендарный материал.
Традиционно для западного искусства и символики изображается с непокрытой головой и распущенными волосами, а также с тем сосудом благовоний (притираний), из которого евангельская женщина обливала ноги Христу.

## Евангельские свидетельства
Мария происходила из галилейского города Магдала в колене Иссахаровом, близ Капернаума.
В Новом Завете имя Марии Магдалины упоминается лишь в нескольких эпизодах:
1. Она была исцелена Иисусом Христом от одержимости семью бесами (Лк. 8:2; Мк. 16:9)
2. Затем стала следовать за Христом, служа ему и делясь своим достоянием (Мк. 15:40-41, Лк. 8:3)
3. Потом присутствовала на Голгофе при кончине Иисуса (Мф. 27:56 и др.)
4. После чего была свидетельницей его погребения (Мф. 27:61 и др.)
5. А также стала одной из жён-мироносиц, которых ангел известил о Воскресении (Мф. 28:1; Мк. 16:1-8)
6. Она первая увидела воскресшего Иисуса, сначала приняла его за садовника, но узнав, устремилась к нему дотронуться. Христос не разрешил ей это (Не прикасайся ко Мне), но зато поручил возвестить апостолам о своём воскресении (Ин. 20:11-18).

### Имя
Её личное имя «Мария» — еврейского происхождения, весьма распространено и несколько раз встречается в Новом Завете (см. Евангельские Марии).
Прозвание «Магдалина» (ивр. מרים המגדלית‎, др.-греч. Μαρία ἡ Μαγδαληνή) считается географическим и традиционно расшифровывается как «уроженка города Мигдал-Эль».
Буквальное значение этого топонима — «башня» (ивр. מִגְדָּל‎ и арамейск. מִגְדְּלָא). Поскольку башня является феодальным, рыцарским символом, в Средние века этот благородный оттенок смысла был перенесён на личность Марии и ей были приданы аристократические черты.
Было также высказано предположение, что прозвание «Магдалина» может происходить от используемого в Талмуде выражения magadella (ивр. מגדלא‎) — «завивающая волосы». Персонаж, называемый «Мириам, завивающая волосы женщинам» (ивр. מרים מגדלא שער נשייא‎), встречается в ряде связанных с Иисусом талмудических текстов, причём в одном из них о ней говорится как о прелюбодейке. Не исключено, что в этих текстах нашли отражение рассказы о Марии Магдалине.
У незнакомых с ивритом и древнегреческим языком средневековых писателей этимологии чаще всего фантастичны: «Магдалина» может интерпретироваться как «постоянно обвиняемая» (лат. manens rea) и т. п.
Имя Магдалина позже в различных формах (Мадлен, Маддалена и проч.) стало популярным в Европе.

## Почитание

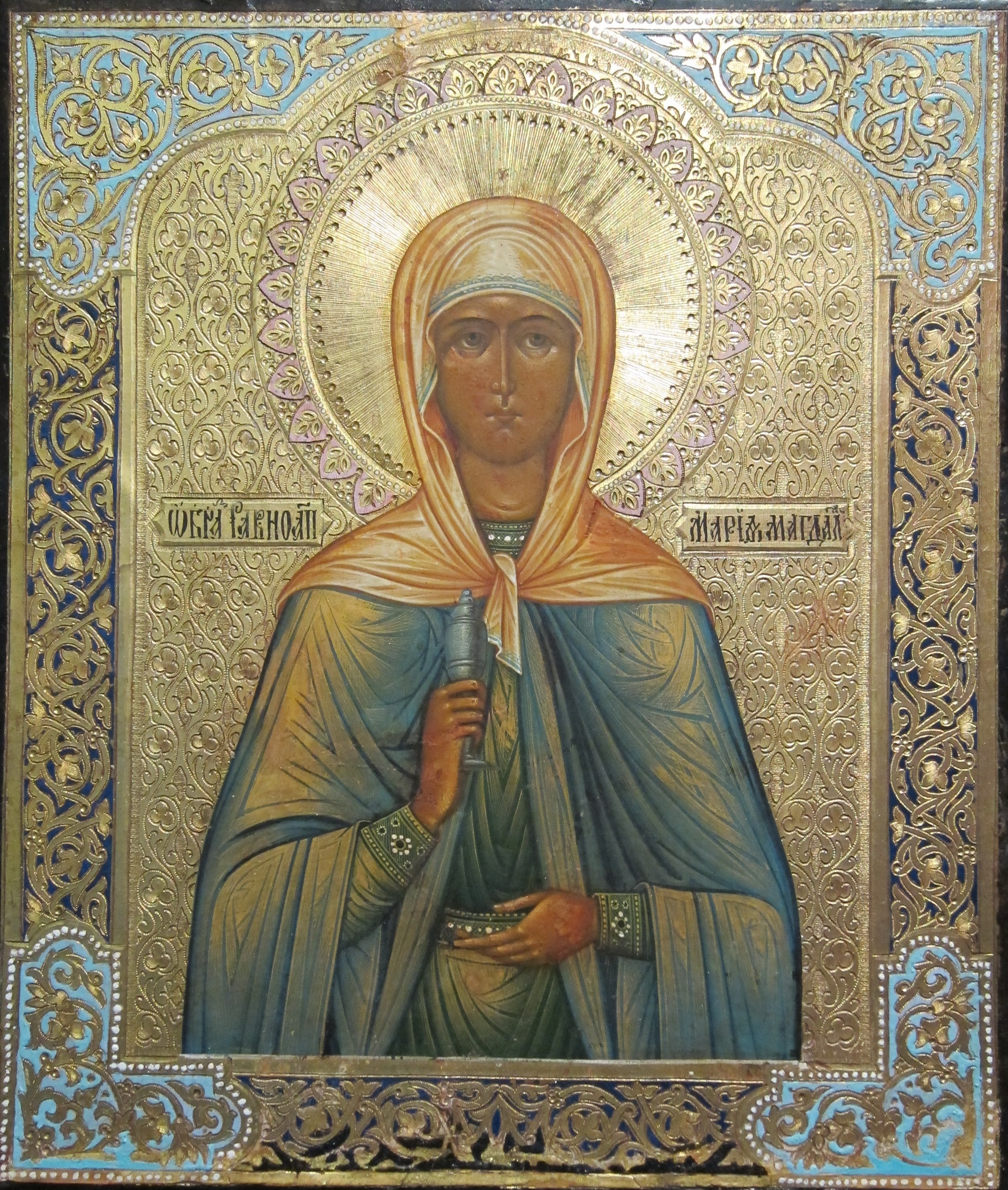
Православная икона. Святая Мария Магдалина изображена держащей сосуд с миром в руках как жена-мироносица

### В православной традиции
В православии Мария Магдалина почитается как равноапостольная святая, с опорой только на перечисленные выше евангельские свидетельства. В византийской литературе можно найти продолжение её истории: проведя некоторое время в Иерусалиме, через некоторое время после Распятия Мария Магдалина отправилась в Эфес вместе с Девой Марией к Иоанну Богослову и помогала ему в его трудах. (Больше всего сведений о Магдалине из четырёх евангелистов сообщает именно Иоанн).
Согласно святителю Димитрию Ростовскому, Мария Магдалина благовествовала в Риме, о чём свидетельствует обращение к ней в послании апостола Павла к римлянам: «Приветствуйте Мариам, которая много трудилась для нас» (Рим. 16:6). Вероятно, в связи с этим её путешествием позже возникло связанное с её именем пасхальное предание. Смерть Марии Магдалины, по версии данного течения христианства, была мирной, она скончалась в Эфесе.
Православная традиция, в отличие от католицизма, не отождествляет Марию Магдалину с безымянной евангельской грешницей, а почитает её исключительно равноапостольной святой мироносицей. Так, Димитрий Ростовский пишет в примечаниях к её житии:

Аще бы Магдалина оною была блудницею, то вслед Христа и Его учеников явно грешнице, долгое время ходящей, что бы рекли ненавистницы Христовы жидове, ищуще на Него каковыя либо вины, да Его охулят и осудят. Аще ученицы Христовы единожды узревшие Господа с Самарянынею беседующа, чудяхуся, яко с женою глаголаше, кольми паче враждебницы не умолчали бы, егда бы видели явно грешницу по вся дни Ему последующую и служащую.— Димитрий Ростовский. «Жития святых. 22 июля»
Не упоминается о блуде ни в службе Минеи, посвящённой святой, ни в её акафисте. Кроме того, в православии не произошло отождествления Магдалины с несколькими другими евангельскими женщинами, случившегося в католичестве, оно традиционно почитало этих женщин раздельно. Димитрий Ростовский подчеркивает: «Восточная Греко-Российская Православная Церковь ныне, как и прежде признает все эти, упоминаемые Евангелиями с разными признаками, три личности за различные, особые, не желая основывать исторические сведения на произвольных, только вероятных толкованиях».
Когда в 1824 году поэт Е. А. Баратынский написал любовное стихотворение «К…» в честь светской львицы Аграфены Закревской, оно не прошло цензуру, так как та признала «сравнение развратной женщины с святою Магдалиной вовсе неприличным» и запретила его печатать.
Память святой равноапостольной Марии Магдалины празднуется 22 июля (4 августа) шестеричным богослужением, и в третью неделю по Пасхе, именуемую Неделя жен-мироносиц.

#### Мощи в православии
Согласно «Четьям Минеям» Димитрия Ростовского, в 886 году при императоре Льве VI Философе мощи скончавшейся в Эфесе святой были торжественно перенесены в константинопольский монастырь святого Лазаря. Дальнейшая их судьба не описывается.
В настоящее время известно о нахождении мощей святой Марии Магдалины в следующих афонских монастырях: Симонопетра (рука), Эсфигмен (стопа), Дохиар (частица) и Кутлумуш (частица) .

### В католической традиции

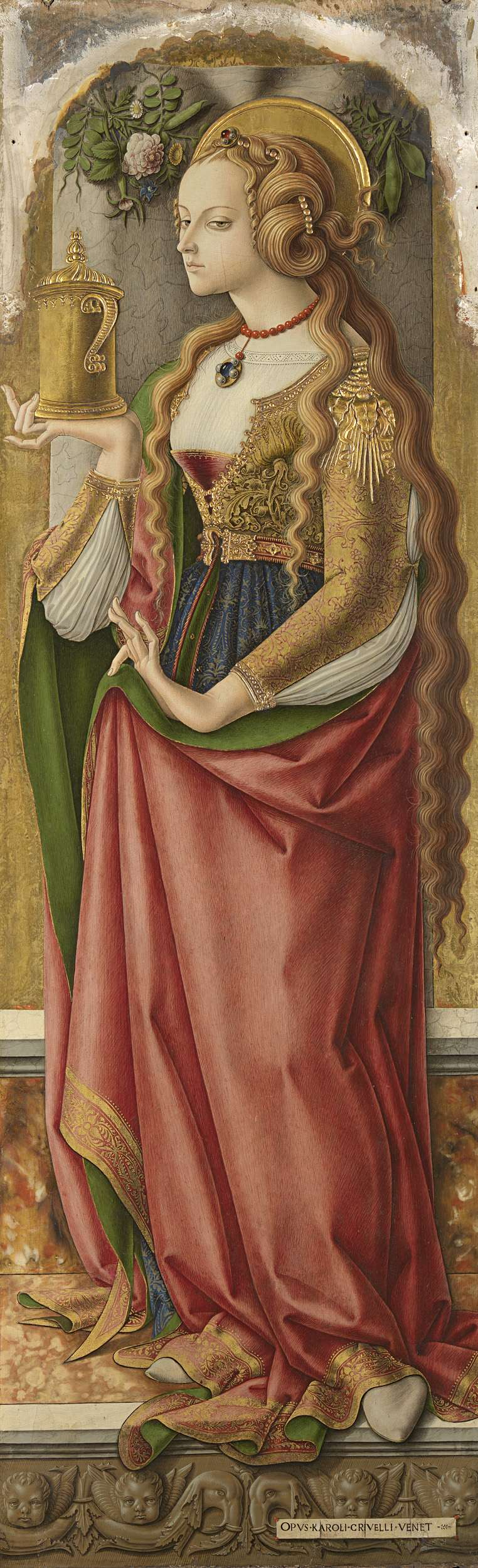
Карло Кривелли. «Мария Магдалина», ок. 1480 г. Роскошно одетая, как и положено блуднице, Магдалина с длинными распущенными волосами держит в руках сосуд с благовониями

В католической традиции Мария Магдалина, называемая прямо по имени лишь в перечисленных выше новозаветных свидетельствах, была отождествлена ещё с несколькими евангельскими персонажами:
1. Мария, упоминаемая в Евангелии от Иоанна как сестра Марфы и Лазаря, которые принимали Иисуса в своем доме в Вифании (Ин. 12:1-8)
2. безымянная женщина, совершившая помазание головы Иисуса в Вифании в доме Симона прокажённого (Мф. 26:6-7, Мк. 14:3-9)
3. безымянная грешница (блудница), омывшая ноги Христа миром в доме Симона фарисея (Лук. 7:37-38) (подробнее см. Помазание Иисуса миром).

Таким образом, Магдалина, отождествляясь с этими персонажами (а также заимствуя некоторые сюжеты из жития неевангельской раскаявшейся грешницы V века преподобной Марии Египетской), приобретает черты кающейся блудницы. Её главным атрибутом становится сосуд с благовониями.
Согласно этой традиции, Магдалина зарабатывала блудом, увидев Христа, оставила ремесло и стала следовать за ним, затем в Вифании омыла его ноги миром и отёрла своими волосами, присутствовала на Голгофе и т. д., а затем стала отшельницей на территории современной Франции.

#### Мнение Отцов Церкви. Образ блудницы
Одной из основных причин отождествления Магдалины с блудницей является признание западной Церковью того, что она и была той безымянной женщиной, которая омыла ноги Иисуса миром.

И вот, женщина того города, которая была грешница, узнав, что Он возлежит в доме фарисея, принесла алавастровый сосуд с миром и, став позади у ног Его и плача, начала обливать ноги Его слезами и отирать волосами головы своей, и целовала ноги Его, и мазала миром. (Лук. 7:37-38).

Проблема согласования евангельских рассказов о помазании Иисуса анонимной женщиной решалась Отцами Церкви по-разному (подробнее, см. Помазание Иисуса миром). В частности, святой Августин полагал, что все три помазания были совершены одной и той же женщиной. Климент Александрийский и Амвросий Медиоланский также допускали, что речь может идти об одной и той же женщине.

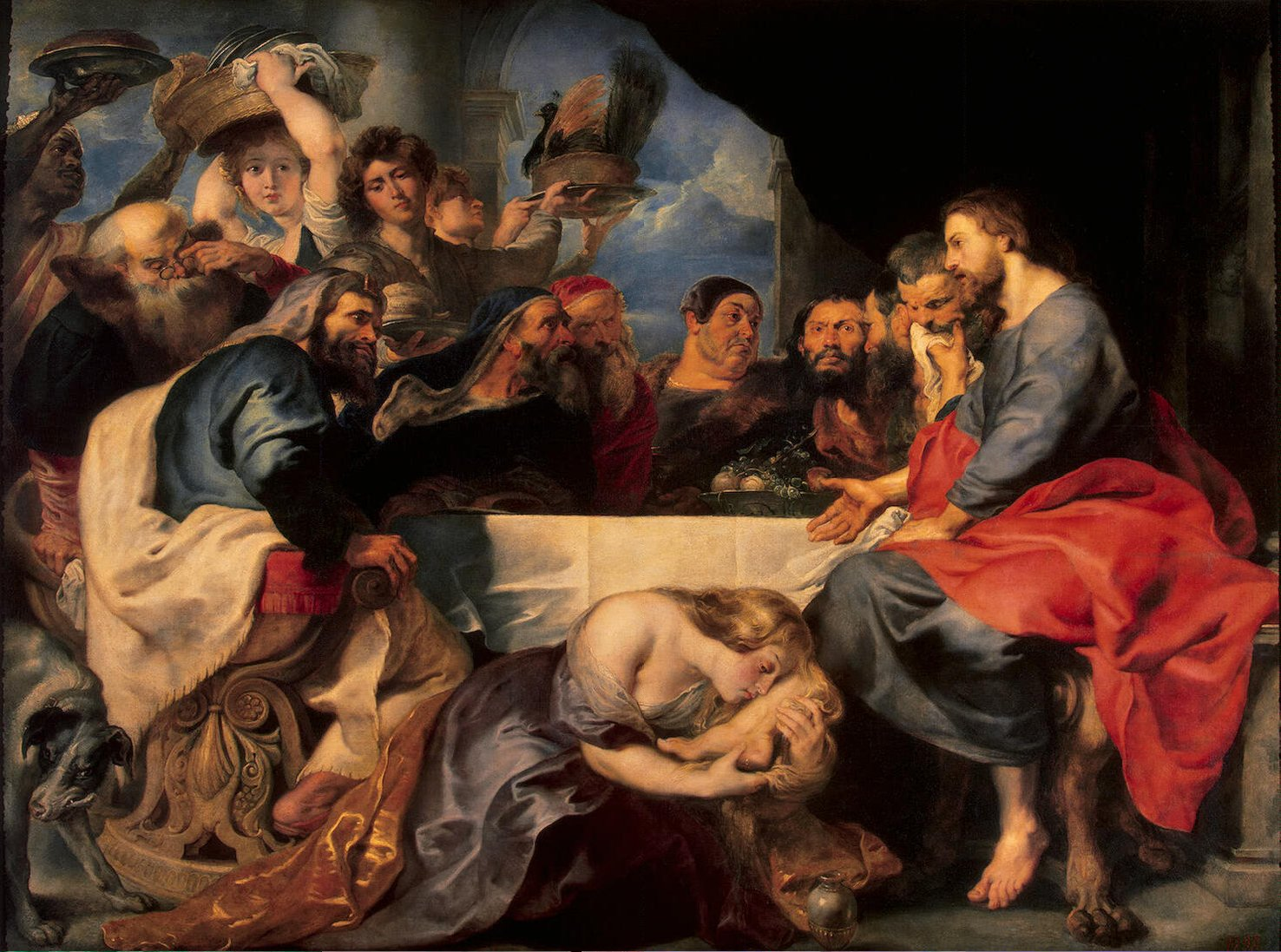
Рубенс. «Пир в доме Симона Фарисея», ок. 1618

Косвенное свидетельство отождествления Марии из Вифании с Марией Магдалиной впервые встречается в «Толковании на Песнь песней» Ипполита Римского, указывающего, что первыми, кому явился воскресший Иисус, были Мария и Марфа. Речь идёт о сёстрах Лазаря, но помещённых в контекст утра Воскресения, в котором во всех четырёх Евангелиях на самом деле фигурирует Мария Магдалина. Отождествление всех женщин, фигурирующих в евангельских рассказах о помазании Иисуса, с Марией Магдалиной окончательно было произведено римским папой и православным святым Григорием Великим («Сорок бесед на Евангелия», 591 год): «Мария Магдалина, которая была в городе грешницею, возлюбя Истину, слезами омыла пятна преступления — и исполняется слово Истины, которым говорится: „прощаются грехи её многие за то, что она возлюбила много“ (Лк. 7:47)» (Беседа 25"); «Та, которую Лука называет грешной женщиной, которую Иоанн называет Марией (из Вифании), мы считаем, есть та Мария, из которой семь бесов были изгнаны по Марку» (Беседа 33). Неуказанный же грех же Марии Магдалины/Марии из Вифании был истолкован как блуд, то есть проституция.
В народном сознании жителей средневековой Европы образ кающейся блудницы Марии Магдалины приобрёл чрезвычайную популярность и красочность и закрепился до наших дней. Подкрепление и литературную обработку этот образ нашёл в «Золотой легенде» Якова Ворагинского — собранию житий святых, второй по распространению в Средние века книге после Библии.
В XX веке Католическая церковь, стремясь к исправлению возможных ошибок толкования, смягчает формулировки — после реформы в календаре Novus Ordo 1969 года Мария Магдалина уже не фигурирует как «кающаяся». Но, несмотря на это, традиционное восприятие её как раскаявшейся блудницы массовым сознанием, сложившееся за века благодаря воздействию большого количества произведений искусства, остается неизменным.

#### Дальнейшее отшельничество

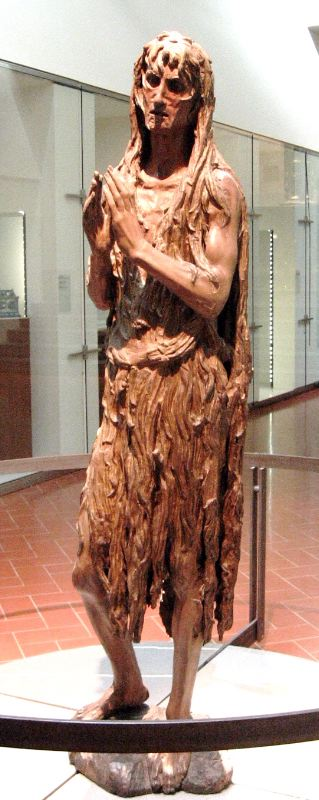
«Мария Магдалина», скульптура Донателло, 1455. Святая изображена измождённой, в рубище, после долгих лет отшельничества.

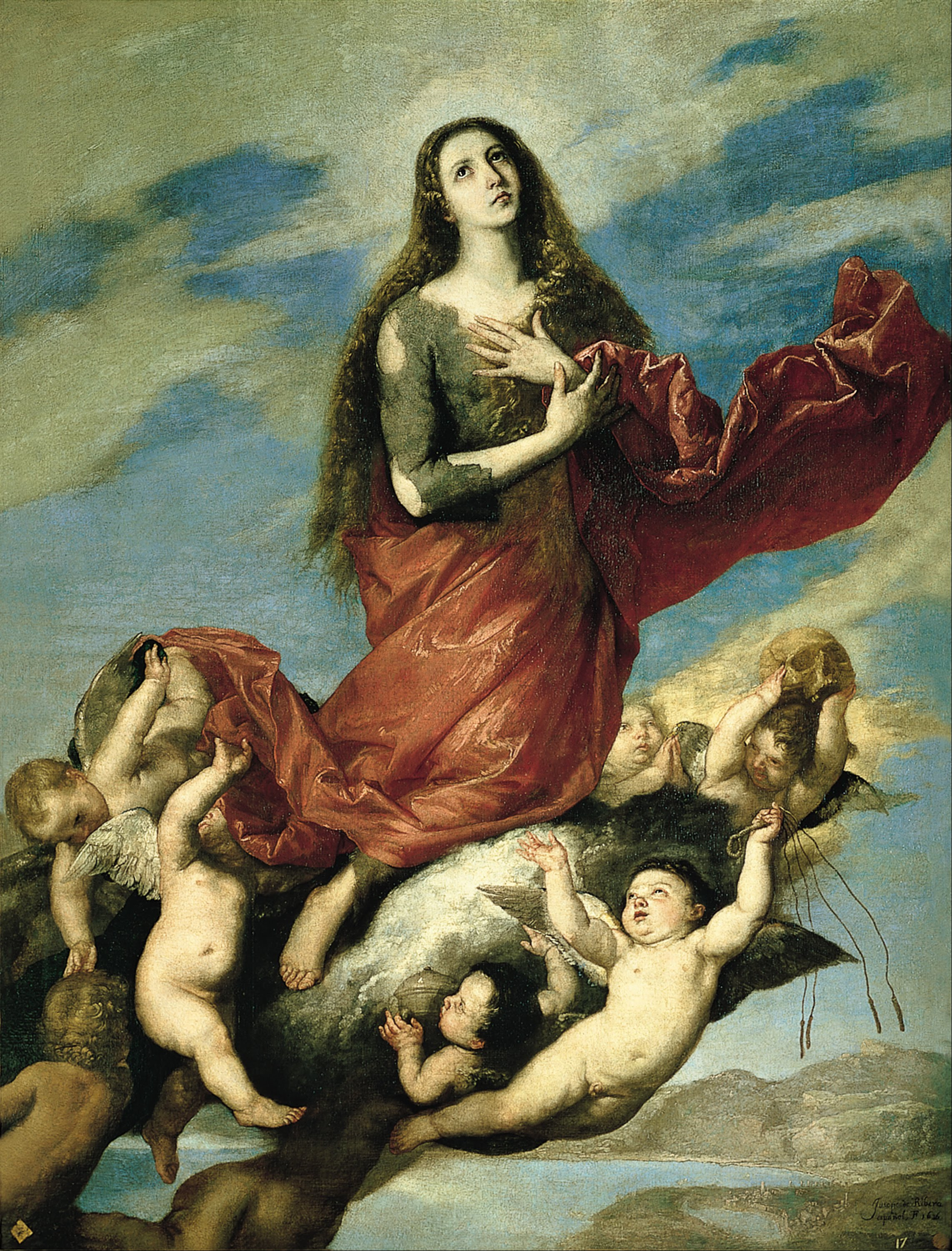
«Вознесение Марии Магдалины», картина Хусепе де Рибера, 1636

В западноевропейских легендах сообщаются многие подробности, например, Яков Ворагинский пишет, что её родителей звали Сир и Евхария. Иногда рассказывается, что Магдалина была невестой Иоанна Богослова, который отверг этот брак ради служения Господу.
Много повествуется о её проповеднической деятельности, которая, в отличие от византийских рассказов, связывается не с Малой Азией, а с территорией Франции. В частности, согласно этим легендам, после Распятия Мария вместе со своими братом Лазарем, сестрой Марфой и святыми Максимином, Мартеллом и Кидонием направилась нести христианство в Галлию, в город Массилию (совр. Марсель) или в устье Роны (город Сент-Мари-де-ла-Мер).
Вторая половина жизни Марии Магдалины, согласно легендам прошла так: она удалилась в пустыню, где 30 лет предавалась строжайшей аскезе, оплакивая свои грехи. Её одежда истлела, но срам (наготу) прикрывали длинные волосы. А измождённое старое тело каждую ночь возносили на небеса ангелы, чтобы исцелять его — «Бог питает её пищей небесной, а ангелы каждый день поднимают её на небо, где она слушает пение небесных хоров „телесными ушами“» (лат. corporeis auribus). (В отличие от католического Вознесения девы Марии, смысл которого в том, что Богородицу после смерти забрали на небо телесно, Вознесение Марии Магдалины было просто формой её собеседования с Господом и после смерти телесно на небо она вознесена не была).
Перед смертью Марию Магдалину причащает случайно забредший в эти края священник, которого сначала смущает нагота прикрытой волосами святой. Святой Максимин отправляется к ней, проводит с ней последние минуты (причём Мария Магдалина при встрече с Максимином молится в хоре ангелов, поднявшись над землёй на расстоянии двух локтей). Затем он будто бы погребает свою старую соратницу в заложенной им церкви: мощи до сих пор показываются в церкви Сен-Максимен-ла-Сент-Бом в Провансе на Пути Святого Иакова.

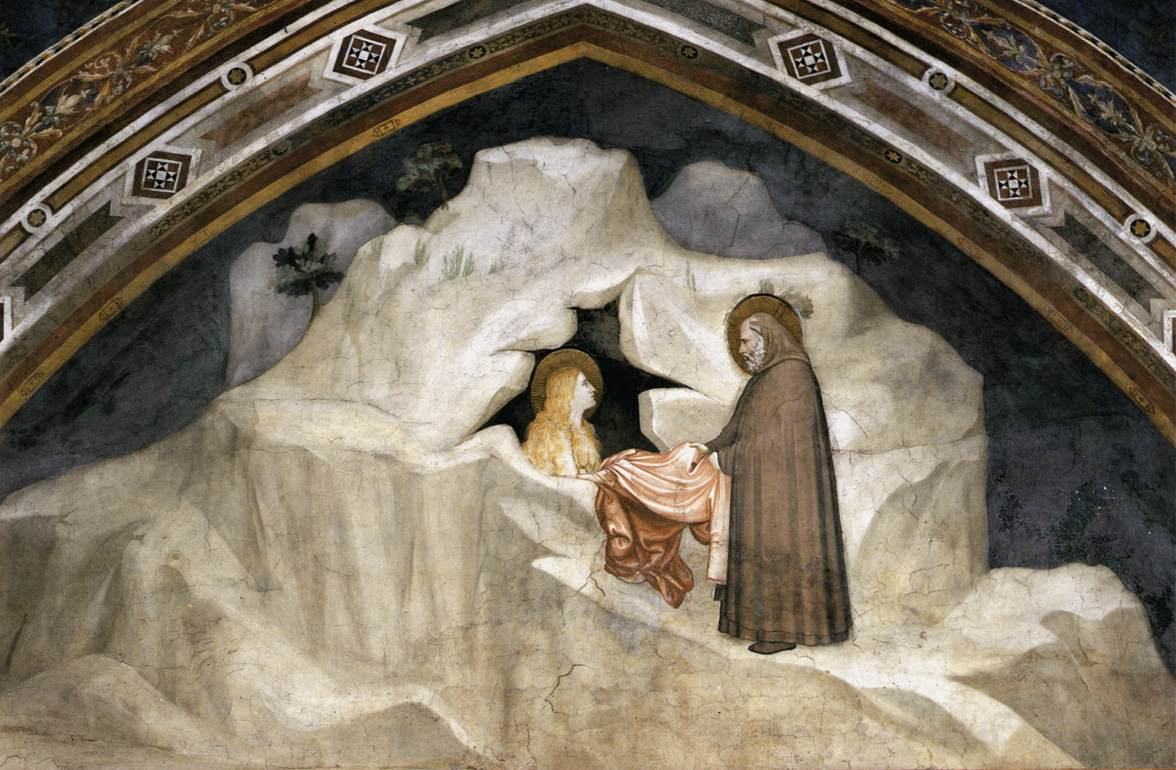
«Старец даёт гиматий Марии Магдалине». Фреска Джотто в капелле Магдалины нижней базилики Сан-Франческо в Ассизи, 1320-е.

Для понимания генезиса этой легенды важно, что сюжет аскезы Марии Магдалины имеет много параллелей или даже возможных прямых заимствований из жития святой Марии Египетской — её тезки и поздней современницы, о которой, в отличие от Марии Магдалины, прямо свидетельствуется, что она была блудницей. Исследователи отмечают, что заимствование, возможно, произошло в IX веке, и атрибуты с сюжетикой обеих святых слились. То есть блудница Мария Египетская является ещё одной женщиной, образ которой соединился с Магдалиной и внёс свою лепту в восприятие её как грешницы. Рассказ о Марии Египетской лёг в основу легенды «Об отшельнической жизни» Марии Магдалины. Также упоминают влияние легенды о блуднице святой Таисии Египетской, известной куртизанки, обращённой аббатом Пафнутием.

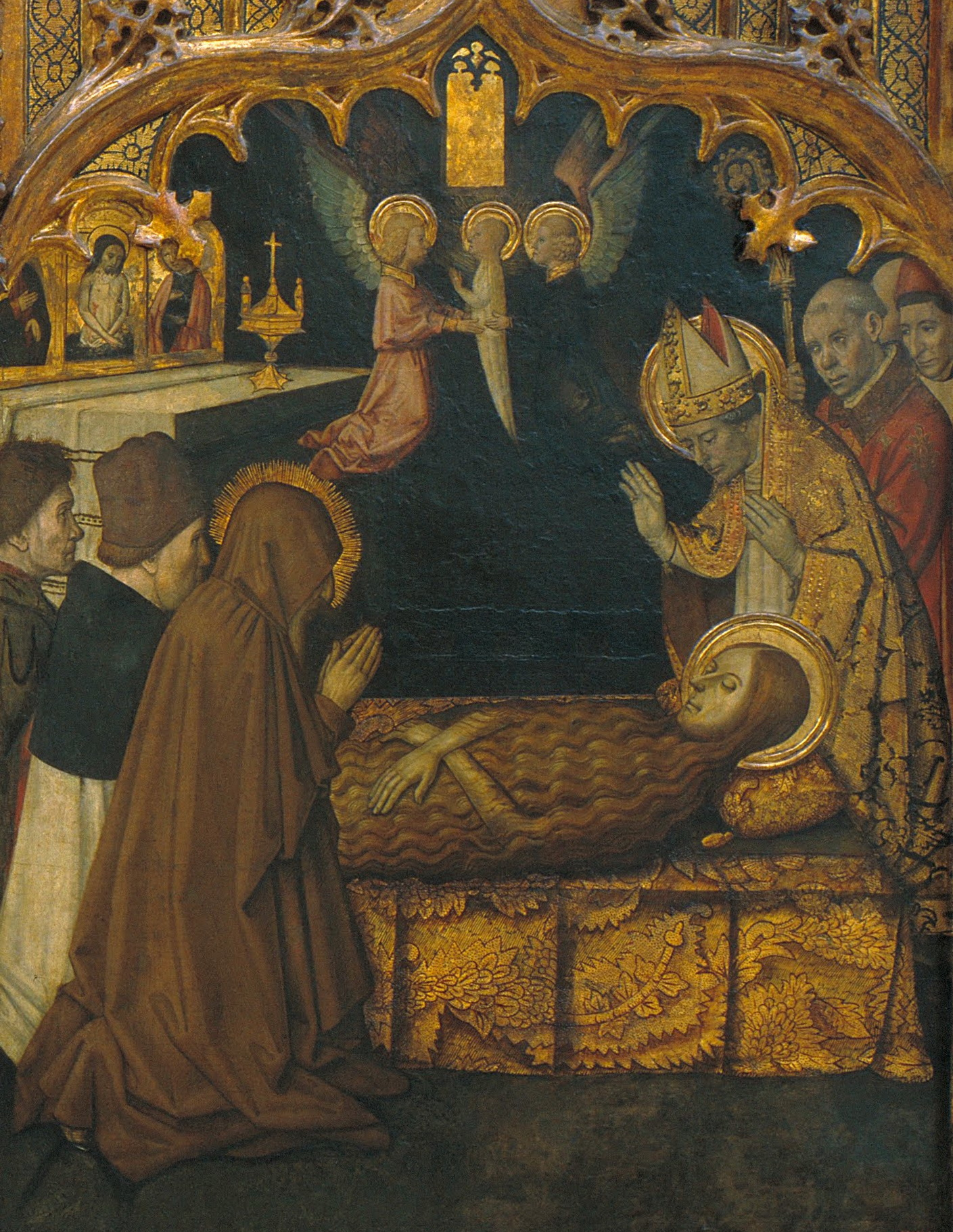
«Смерть Марии Магдалины». Картина Хайме Уге, 1465—1480

| Западноевропейские легенды о Марии Магдалине | Житие Марии Египетской                |
| -------------------------------------------- | ------------------------------------- |
| Жизнь во грехе                               | Жизнь во грехе                        |
| Плавание на корабле в Марсель                | Плавание на корабле в Иерусалим       |
| Отшельничество в пустыне                     | Отшельничество в пустыне              |
| За молитвой вознесена ангелами в воздух      | За молитвой возносилась в воздух      |
| Встреча со священником                       | Встреча с аввой Зосимой               |
| Последнее причастие в день Пасхи             | Последнее причастие в Великий четверг |
| Смерть                                       | Смерть                                |

#### Пасхальное предание

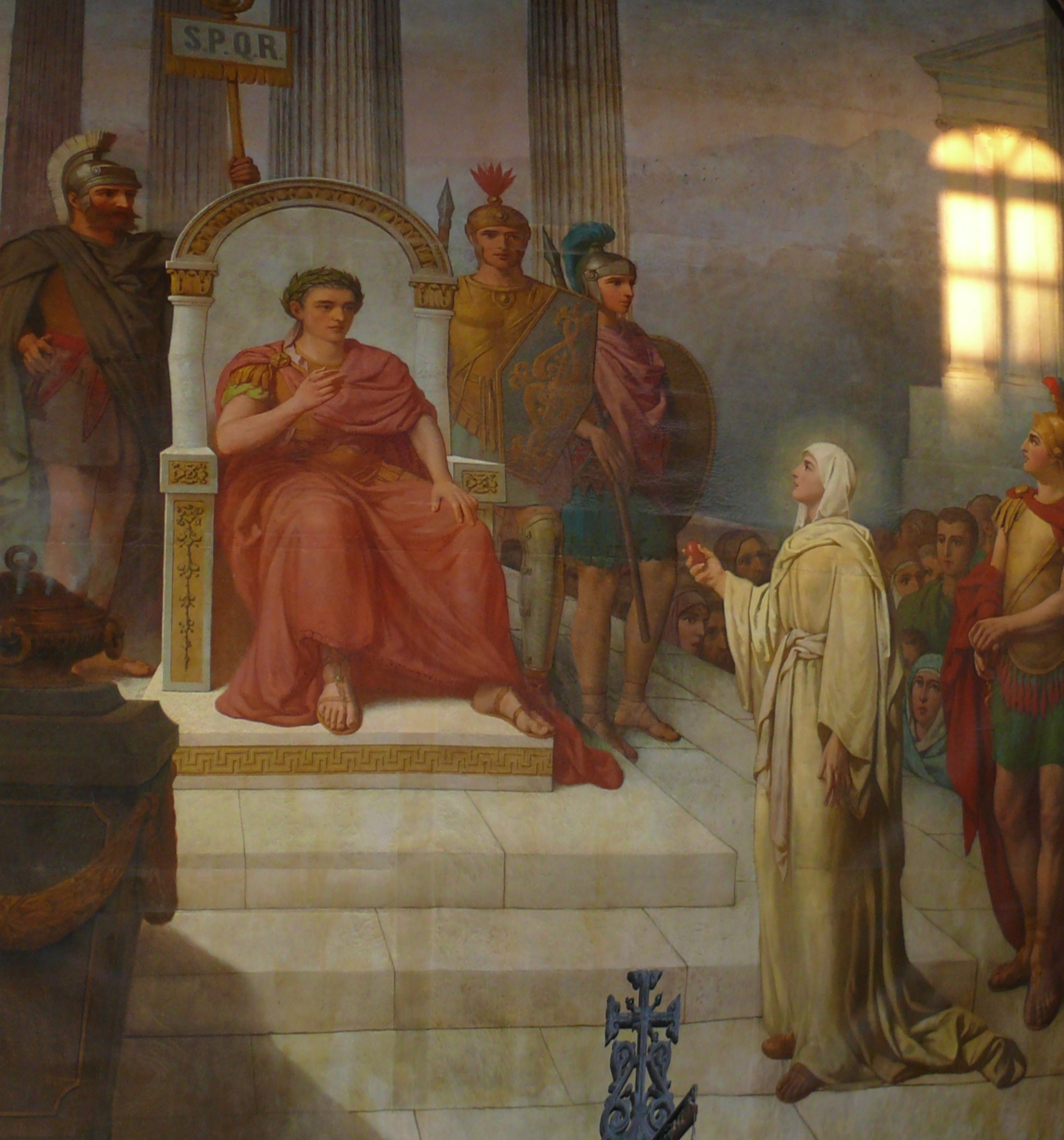
«Мария Магдалина перед римским императором Тиверием», картина С. В. Иванова над иконостасом храма Марии Магдалины в Гефсимании

С Марией Магдалиной связывают появление традиции пасхальных яиц. По достаточно поздней легенде, когда Мария пришла к императору Тиберию и объявила о Воскресении Христа, император сказал, что это так же невозможно, как то, чтобы куриное яйцо было красным, и после этих слов куриное яйцо, которое он держал, покраснело. Легенда относится к очень позднему Средневековью (так как не вошла в обширнейший сборник «Золотая легенда» XIII—XIV века).
Впрочем, согласно иному варианту изложения, Мария Магдалина подарила императору яйцо, уже окрашенное в красный цвет — так описывает этот эпизод Димитрий Ростовский. Этот дар возбудил любопытство императора, и она рассказала ему об Иисусе Христе, после чего он уверовал. В православие эта легенда, судя по всему, проникла под влиянием католичества.

Христиане же того времени, узнав о значении и силе впечатления, произведенного подношением святою Мариею Магдалиною императору Тиверию красного яйца со словами: «Христос Воскрес!» — начали подражать ей в этом и, при воспоминании Воскресения Христова, стали дарить красные яйца и говорить: — Христос Воскрес!.. Воистину Воскрес!..— Димитрий Ростовский, «Жития святых: 22 июля»

#### Мощи в католицизме

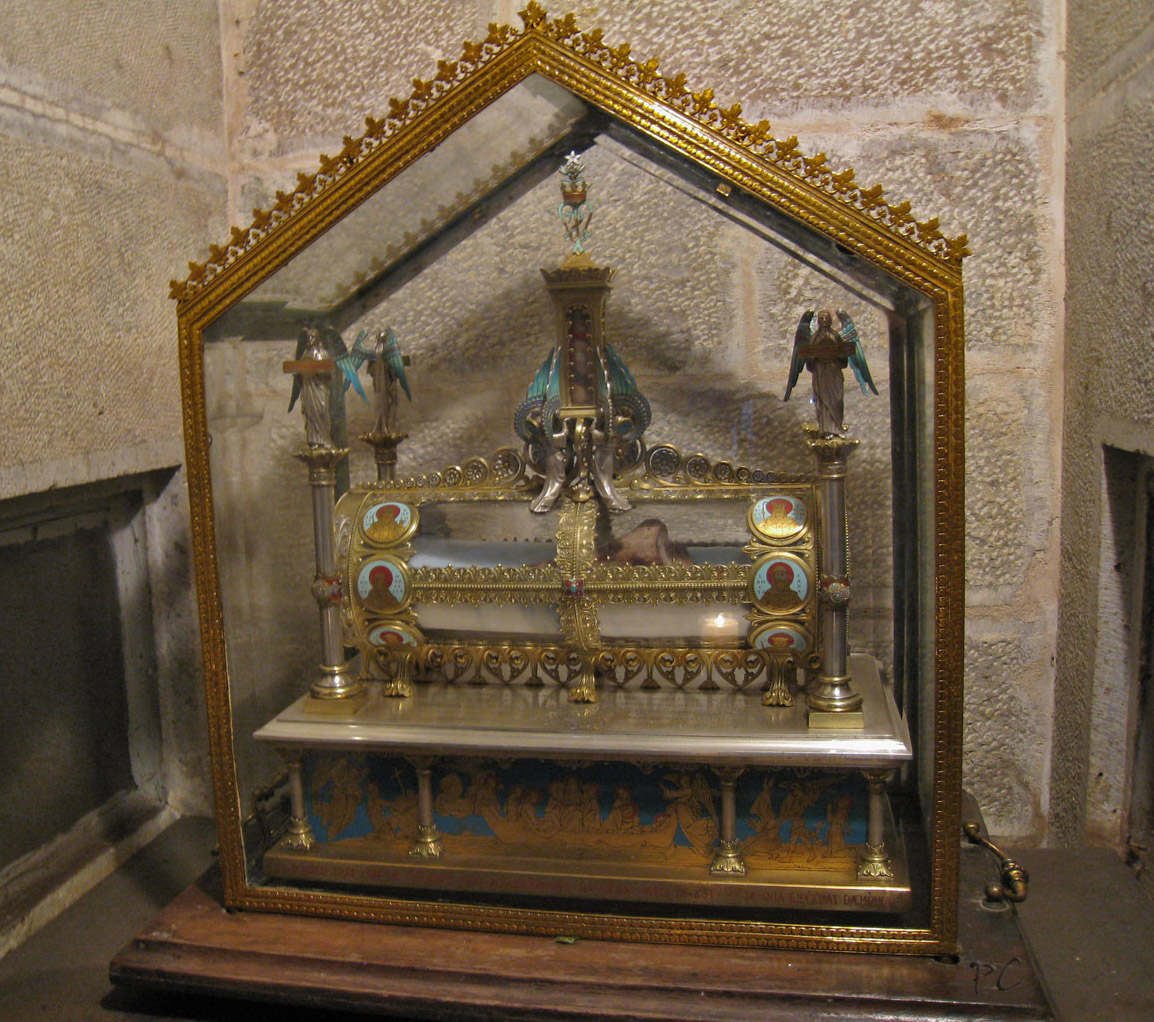
Реликварий-саркофаг в Сен-Боме

Современным местонахождением её мощей с 1280 года считается церковь Сен-Максимен-ла-Сент-Бом в Провансе, где, в частности, хранится её голова.
Фактически первым известным местонахождением мощей святой было Аббатство Везле (с 1059 года). Монахи этого аббатства «совершенно неожиданно обнаружили», что с незапамятных времен обладают мощами Марии Магдалины. «Нужно было изобрести довольно запутанную историю, чтобы объяснить, как святые останки попали с Востока в Бургундию; а поскольку на право обладания реликвией претендовали и другие церкви, её следовало увязать с легендой, будто Марфа, Мария и Лазарь морем прибыли из Святой Земли в Прованс». Таким образом и возникла описанная выше легенда о переселении Марии Магдалины во Францию из Святой Земли. Хронист Сигеберт из Жамблу писал ещё в XII веке, что мощи были перемещены в 745 году в аббатство Везле из первоначального места захоронения из страха перед сарацинами.
В 1280-х годах аббатство Везле было побеждено конкурентом. В 1279 году король Карл II Неаполитанский воздвиг в Сент-Боме доминиканский монастырь, монахи которого стали утверждать, что нашли «реликвию нетронутой», с надписью, где утверждалась, что её спрятали (находку и развернутую по этому поводу агитацию связывают с борьбой короля против ереси катаров, для которых важной была фигура Марии Магдалины). Официальная версия теперь гласила, что именно здесь святой Максимин похоронил свою старую соратницу, в оратории, которую он построил на Вилла Лата, позже названной в его честь (Сен-Максимен-ла-Сент-Бом).
Из-за этой новости конкурирующее аббатство Везле утратило большой поток паломников. В аббатстве считают, что мощи святой были утрачены им в период Религиозных войн.
Сент-Бом тем временем продолжал процветать: в 1600 году папа Климент VIII пожертвовал саркофаг для этих мощей, голова была положена в отдельный сосуд. В 1814 году церковь в Сент-Боме, повреждённую Французской революцией, восстановили, и грот был освящён заново. Именно в этом гроте голова находится и в настоящий момент.

#### Культ Марии Магдалины в католицизме
Образ кающегося грешника, в число которых в католической трактовке входит Мария Магдалина, пользовался популярностью на Западе, начиная со Средних веков и особенно с периода Контрреформации — поскольку Церковь культивировала поклонение таинствам, особенно таинству покаяния. История Марии Магдалины стала одним из самых популярных воплощений этой идеи.
Западноевропейский ученый Виктор Саксер исследовал ступени пройденного пути культа Марии Магдалины на Западе, начиная с её появления в мартирологах VIII века и первого упоминания о её мощах в аббатстве Нотр-Дам де Шелль примерно в то же время. Для характеристики ситуации он вводит термин «магдалиновское брожение в XI веке».

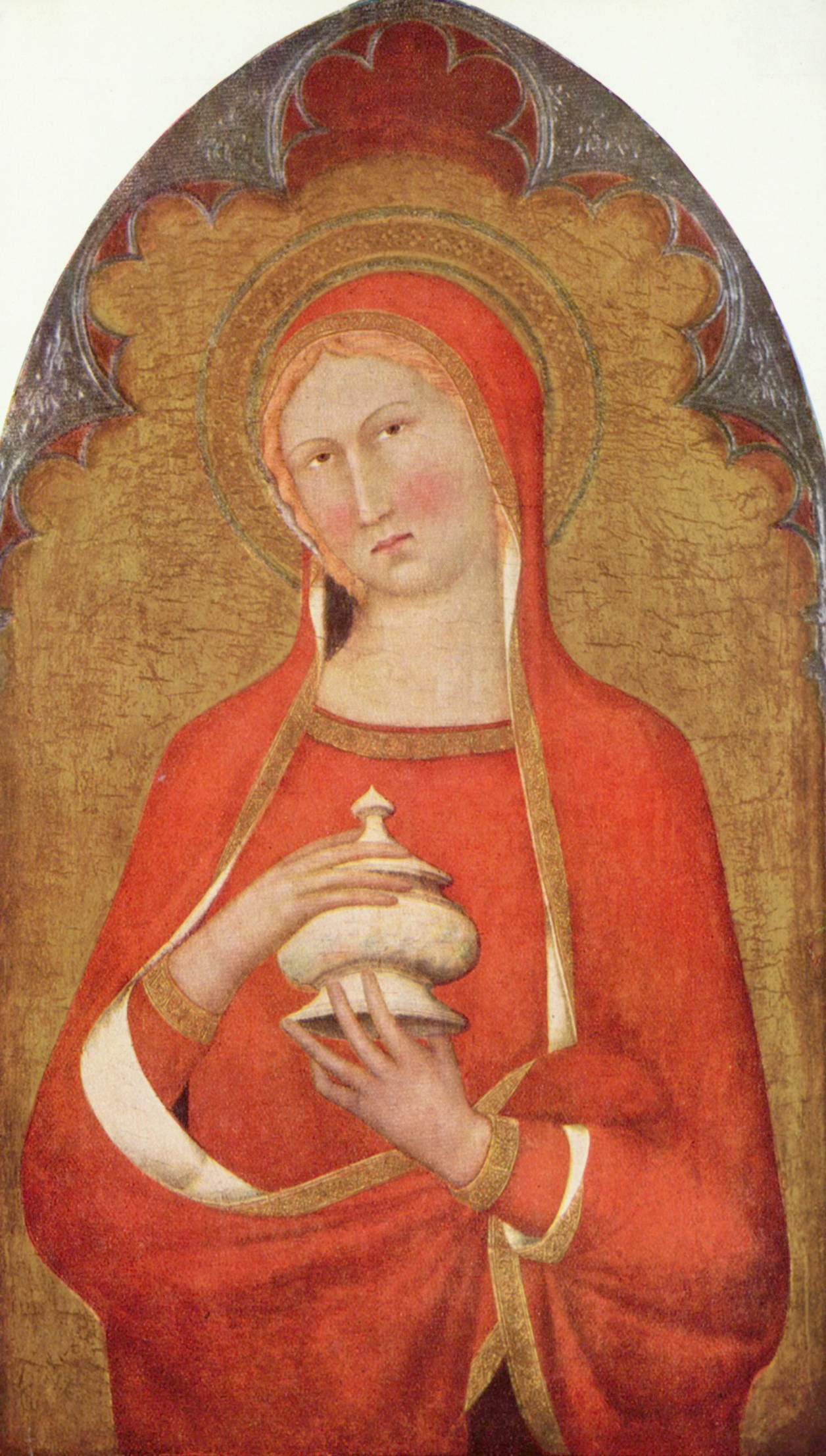
«Мария Магдалина», картина неизвестного художника сиенской школы, конец XIV века

По-видимому, настоящий расцвет её культа связан с успехом Церкви в бургундском городе Везле, когда в 1059 году находившееся там аббатство, изначально покровительствуемое Богородицей, было передано Марии Магдалине, и там были обретены её мощи. «В конце концов оказалось, что игра стоила свеч. Везле процветал, став центром паломничества, пока в XIII веке его частично не затмил Сен-Максимин в Провансе, также предъявивший права на владение мощами Марии Магдалины».
В 1084 и 1094 годах девочки, родившиеся во Франции, впервые получили имя Мадлен в честь святой. В 1105 году Жоффруа Вандомский составил проповедь «Во славу благословенной Марии Магдалины», где изложил почти всё, что было известно об этом персонаже (проповедь начинается с истории умащения грешницей ног Христа, то есть рассказывает о Марии-блуднице). Петр из Целлы именовал её meretrix и подчеркивал её ненасытную похоть. Но Жоффруа Вандомский писал, что она «исповедует свои грехи» и тем спасается, поклонившись Христу. Она становится даже проводником искупления — «исцелившая не только свои раны, но и раны других грешников, и каждый день исцеляет новых». Жоффруа противопоставляет Магдалину даже апостолу Петру, которого она превосходит в любви к Господу. Затем он продолжает рассказ о её жизни с того места, где заканчивается евангельский сюжет. Он отталкивается от легенды «Об отшельнической жизни» и изображает её аскетом.
Его рассказ основан на трудах множества предшественников — Отцов Церкви, упомянутых выше, включая Амвросия, Августина, Григория Великого, а также на проповеди, приписываемой Одо из Клюни (ок. 1000), которая определяет роль Марии Магдалины в плане Спасения: «Свершилось так, что женщина, впустившая смерть в мир, не должна пребывать в немилости. Смерть пришла в мир руками женщины, однако весть о Воскресении исходила из её уст. Так же как Мария, Приснодева, открывает нам двери Рая, откуда мы были изгнаны проклятием Евы, так женский пол спасается от осуждения благодаря Магдалине». Жоффруа следует традиции Одо, но идет ещё дальше: благочестивый язык Магдалины оказывается «вратами в Рай», именно она, а не Дева Мария, открывает врата тем, кто готов к покаянию. В проповеди Одо имя Марии Магдалины становится метафорой Церкви воинствующей, она — не символ женщины, а женское начало в мужчине, душа — та часть внутреннего человека, которая притягивает к бренному миру. Автор жития Маргариты Кортонской (ум. 1297) пишет, что Магдалина была допущена в небесный хор дев рядом с Девой Марией и девицей Екатериной Александрийской, то есть всемогущий Бог даже восстановил девственность павшей женщины.
Около 1260 года эстафету развития образа Марии Магдалины подхватила «Золотая легенда» Якова Ворагинского, опиравшегося на указанные тексты предшественников, однако в качестве источника истории второй половины жизни святой указывавшего некий трактат Иосифа Флавия и некие книги святого Максимина, друга Марии Магдалины.

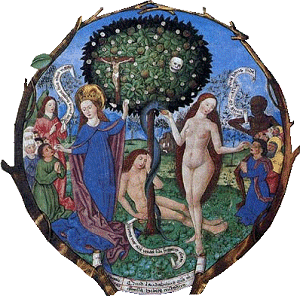
Дерево жизни, по обе стороны которого стоят два полярных типа женщины — праведница (Дева) и грешница (Ева), а в центре сидит запутавшийся Адам (человек)

Исследователи гендерной роли женщины анализируют развитие культа Марии Магдалины, утверждая, что размышления церковников о женщинах в Средневековье начинались с противопоставления Ева — Дева Мария. Первая олицетворяла обычных женщин, вторая была недостижимым идеалом. А в XII веке праматерь Ева превратилась в объект ещё более ожесточённой критики (вплоть до определения «дочь дьявола»).
Таким образом, Мария Магдалина, вернее, её культ, возник «из разверзавшейся пропасти между двумя диаметрально противоположными символами (…) Хотя история Магдалины восходит к Евангелию, внезапно необходимость в её присутствии обостряется. Магдалина начинает новую жизнь. Однако кому была нужна эта новая Мария Магдалина? Женщинам, для которых дорога на небеса была тернистой и едва ли не бесконечной. Женщина-грешница указывала путь к возможному спасению. Она давала небольшую, но реальную надежду, связанную с исповедью, покаянием и епитимьёй; надежду, открывавшую средний путь между вечной жизнью и вечным проклятием». Таким образом, в следующие пятьсот лет в церковной культуре доминировали три женских образа: искусительница, прощённая грешница и Царица Небесная. Мария Магдалина заняла психологическую нишу, необходимую обычным прихожанкам, которые не имели смелости сравнивать себя с Богоматерью и желания — с искусительницей; и находили ближайшую аналогию своей земной жизни именно в раскаявшейся Марии Магдалине.
Декретом Конгрегации богослужения и дисциплины Таинств, подписанным папой Франциском 2 июня 2016 года, в Католической церкви день памяти Марии Магдалины был поднят до уровня «праздника».

### В протестантизме
Протестантскими толкователями, как и православными, с самого начала оспаривалась тождественность Марии-блудницы и Марии из Вифании евангельской Марии Магдалине, она почитается исключительно как святая мироносица.

## В изобразительном искусстве
...В данный момент Генрих, методичный во всем, сделав выбор между

рисунками, стал вырезывать картинки из жизни Магдалины-грешницы.

      Сюжет и сам по себе был живописен, а воображение художника его еще

разукрасило; Магдалина была изображена молодой, красивой, окруженной

поклонниками; роскошное купанье, балы и наслаждения всех видов нашли своё

отражение в этой серии рисунков.

      У художника-гравера явилась остроумная идея, как это случилось позже с

Калло по поводу «Искушения святого Антония», прикрыть капризы своего резца

законным покровом церковного авторитета; так, под каждым рисунком,

изображавшим один из семи смертных грехов, стояли подписи:

    «Магдалина впадает в грех гнева».

    «Магдалина впадает в грех чревоугодия».

    «Магдалина впадает в грех гордости».

    «Магдалина впадает в грех сладострастия».

     И так дальше, вплоть до седьмого и последнего смертного греха.
В православной иконописи Мария Магдалина в отдельных сценах изображается крайне редко, по преимуществу — как жена-мироносица с сосудом благовоний. Изображения с пасхальным яйцом — ещё более редки. В конце XVI — начале XVII века её фигуру можно заметить на семейных иконах в группе святых покровителей семьи царя Бориса Годунова, поскольку она была покровительницей царицы Марии. Во 2-й половине XIX века в Российской империи встречается на иконах в паре со святым Александром Невским, поскольку оба были покровителями императора и его жены — Александра III и Марии Фёдоровны
В Европе Мария Магдалина опознается по следующим атрибутам:
- Сосуд или ваза с притираниями (миром) — в руке или у ног
- Распущенные волосы

Её могут сопровождать следующие надписи:
- Ne desperetis vos qui peccare soletis, exemploque meo vos reparate Deo (с лат. — «Не отчаивайтесь, вы, впавшие во грех; вернитесь на путь истинный по моему примеру и через Бога»).
- Optimam partem elegit (лат. (Мария же) избрала благую часть — Лк., 10:42)

Искусство знает несколько вариантов изображения святой:
| Название                    | Иллюстрация | Описание | Название | Иллюстрация | Описание |
| --------------------------- | ----------- | --- | --- | --- | --- |
| С сосудом благовоний        |             | Традиционное изображение святой с каким-либо атрибутом, в данном случае — с флаконом благовоний (алавастром), знаком Марии Магдалины и как омывшей ноги, и как жены-мироносицы. В западноевропейском искусстве может быть изображена до обращения — в этом случае она богато одета, украшена драгоценностями, может носить перчатки (тип Любви земной). | Омывающая ноги Иисусу | | Западноевропейская иконография: блудница Мария Магдалина омывает ноги Иисусу миром, вытирая их своими роскошными волосами. Поэтому у неё обычно изображены красивые длинные волосы. |
| Свидетельница Распятия      |             | В православии Мария Магдалина изображается в числе предстоящих Распятию святых жён (хотя иногда там лишь 2 свидетеля — Богоматерь и Иоанн Богослов). Западноевропейские художники её пишут рыдающей у подножия Креста, обнимающей его основание и даже целующей стопы (ср. Омовение ног).                                                               | Кающаяся Мария Магдалина | | Западноевропейская иконография: раскаявшаяся блудница Мария Магдалина изображена в виде отшельницы, подчас в пещере, с черепом, возможно, без одежды или в рубище, покрытая только волосами. В качестве кающейся грешницы Мария Магдалина носит только простой плащ, либо обнажена, прикрыта длинными волосами. Здесь её атрибуты обычно — распятие и череп, иногда плетка и терновый венок. Она может читать, размышлять или «каяться» (поднимать заплаканные глаза к небесам). Местом действия таких изображений является пещера во Франции, место её отшельничества. |
| Участница Оплакивания       |             | В православии отдельной иконы для этой сцены страстей нет, элементы встречаются в «Положении во гроб». В западном искусстве обычно изображается, как плачущая Мария Магдалина придерживает стопы Иисуса. | Во славе (Вознесение) | | Западноевропейская иконография: покрытая волосами пустынница на руках у ангелов парит над землёй. Сюжет встречается уже в ренессансном искусстве, но традиционным становится с конца XVI века, в эпоху Контрреформации. В ранний период её пишут полуодетой, возносящейся в молитвенной позе, а в эпоху барокко — обнаженной или прикрытой волосами, иногда — полулежащей среди облаков, подобно Венере. |
| Участница Положения во гроб |             | В православии икона может иметь элементы предыдущей сцены Оплакивания Христа. В западном искусстве Мария Магдалина обычно придерживает ноги или руки Иисуса. | Последнее причастие Марии Магдалины | | Западноевропейская иконография: отшельница Мария Магдалина принимает последнее причастие из рук священника (или ангела). Редкая иконографическая тема; ещё более редко изображается смерть отшельницы. |
| В числе жен-мироносиц       |             | В обеих традициях сцена изображается по Евангелиям: Мария Магдалина входила в число женщин, которые пришли умастить тело Иисуса, но обнаружили пустой гроб и ангела, поведовавшего им об воскресении. | Отдельная группа западноевропейских изображений связана с трактовкой католичеством Мария Магдалины как Марии из Вифании и сестры Марфы: | Отдельная группа западноевропейских изображений связана с трактовкой католичеством Мария Магдалины как Марии из Вифании и сестры Марфы: | Отдельная группа западноевропейских изображений связана с трактовкой католичеством Мария Магдалины как Марии из Вифании и сестры Марфы: |
| Noli me tangere             |             | В православном искусстве встречается редко, обычно лишь в поздних греческих иконах (критская школа) и под влиянием западноевропейских образцов. Сцена явления Христа Марии Магдалине после его воскресения. Она сначала не узнает его, принимая за садовника, потом пытается прикоснуться к нему, но Иисус отстраняется от неё.                         | Иисус в доме Марфы и Марии | | В классическом варианте «Иисус в доме Марфы и Марии» изображения этой Марии именно как Магдалины-блудницы не заметно. Мария сидит и слушает Учителя, в то время как Марфа хлопочет. |
|                             |             | | Марфа и Мария | | Иногда западноевропейские художники изображали сестер только вдвоем, и в таком случае на первом плане могли фигурировать атрибуты прошлой греховной жизни Магдалины-Марии из Вифании и акцентироваться противопоставление обеих женщин. Марфа может держать зеркало, символ Тщеславия (Vanitas), также могут присутствовать аллегории порока и добродетели (напр. «Марта, упрекающая Марию за её тщеславие»). Могут быть запечатленными два эпизода — более ранний, в котором Марфа упрекает сестру за суетность, и следующий — в момент отречения Марии от суетности света. В этой сцене она изображается в момент сбрасывания плаща и драгоценностей в присутствии Марфы, иногда Христа. |
|                             |             | | Обращение Марии Магдалины | | Редко встречающийся сюжет, развивающий тему Тщеславия. Мария-блудница изображена на фоне символов роскоши, но с внезапным осознанием слов Христовых. |

## В других изложениях

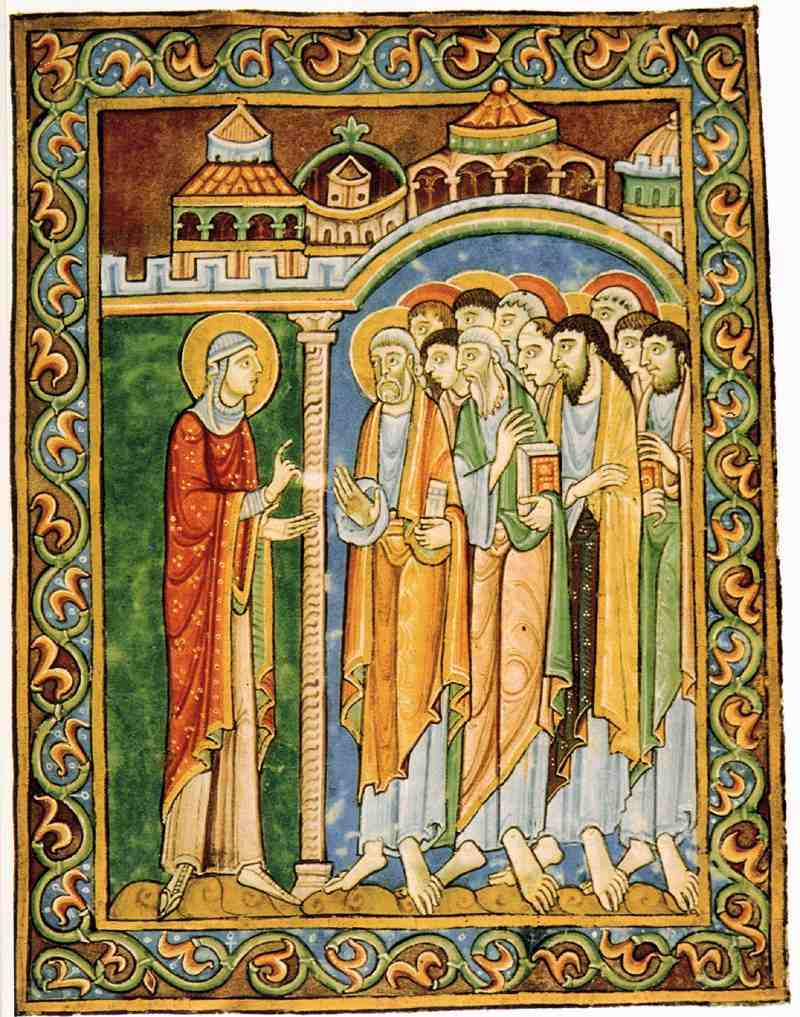
Святая Мария Магдалина рассказывает святым Апостолам об явлении ей Иисуса Христа и Его Воскресении, 1120-е гг. Редкая иконография изображения святой.

Образ Марии Магдалины и её место в истории христианства в культуре Западной Европы на протяжении долгих веков породил множество различных сюжетов. Основные из них:
1. Магдалина была выставлена католической церковью как блудница нарочно. Цель — дискредитация той, кто на самом деле была самой любимой и лучшей ученицей Христа и положила начало Церкви[21], захват власти над ранней Церковью мужчинами, и в частности апостолом Петром. Источники — опора на апокрифические евангелия, в особенности от Филиппа[36][37].
2. Магдалина и Иисус Христос были женаты[21][38] или же находились в телесной связи.
3. Магдалина родила Иисусу ребёнка[39], который впоследствии стал родоначальником династии Великих Хранителей Священного Грааля[21][40] (см. Jesus bloodline[англ.]).

Эти сюжеты приведены в источниках, объявленных господствующей Церковью апокрифическими («Пистис София», «Евангелие от Марии», «Евангелие от Филиппа», «Евангелие от Фомы» и др.) или еретическими. Точное авторство этих текстов пока не установлено, их датировка относится к нескольким столетиям после Распятия.

### Гностики
Образ Марии Магдалины играл важную роль в богословии гностицизма — религиозного направления с большим влиянием античной философии и язычества, где она выступала как получательница откровения («Пистис София», «Евангелие от Филиппа») и истинная восприемница заветов Христа, его любимая ученица.

[Господь любил Марию] более [всех] учеников, и он [часто] лобзал её [уста]. Остальные [ученики, видя] его [любящим] Марию, сказали ему: Почему ты любишь её более всех нас? Спаситель ответил им, он сказал им: Почему не люблю я вас, как её?— «Евангелие от Филиппа»
Обычно её называют не «Мария Магдалина» (как в Евангелиях), а именует «Мариям» или «Мариамне». Это, по мнению католических исследователей, — признак того, что сама её личность не важна; важно то, что она является именно гностиком. В гностических текстах она — практически единственная женщина, вместе с апостолами слушающая тайные откровения Иисуса, иногда она задает вопросов больше, чем апостолы-мужчины.
В гностических апокрифах очевидно противодействие, которое оказывают ей апостолы-мужчины, особенно Пётр. «Эти данные обычно толкуются как отражение официальной полемики Церкви против духовного лидерства женщины, которую поддерживали некоторые группы».

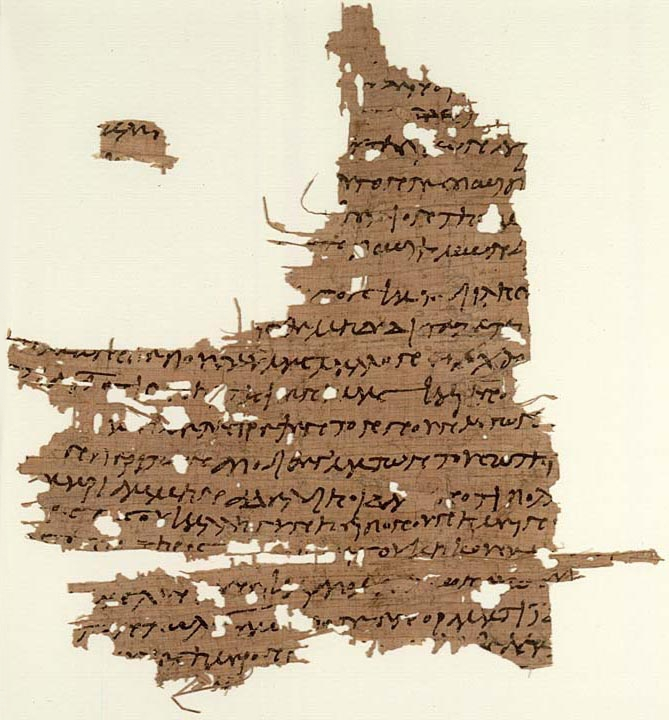
Папирус с «Евангелием от Марии», 120—180 гг.

Левий возражает Петру: «Петр, вечно ты гневаешься: вот и теперь рассуждаешь ты так о женщине [Магдалине] как противящийся ей. Раз уж Спаситель счел её достойной, ты кто такой, чтобы отвергать её? Действительно, прекрасно зная её, Он предпочел её остальным. Устыдимся и, облекшись в совершенного человека, что предписано нам, то исполним: возвестим Евангелие, не устанавливая запретов и законов, как велел Спаситель». Сказав это, Левий ушёл и начал проповедовать Евангелие [от Марии].— «Евангелие от Марии»
Другие гностические тексты о Марии:
- «Вопросы Марии» — характеризуется натуралистическими подробностями (например, «Он помолился и взял Магдалину сбоку»), сохранился только в цитировании отца церкви Епифания Кипрского под названием «Панарион» (IV век), который, полемизируя с гностиками, частично пересказал этот текст: «Он помолился и взял женщину, что сбоку, и начал с ней совокупляться (ἀρξάμενον αὐτῇ ἐγκαταμίγνυσθαι), и, действуя таким образом, Он перехватил своё извергнутое семя, дабы показать, что «мы вынуждены поступать так, дабы жить»; и, когда Мария в смущении упала наземь, Он привел её в сознание и сказал ей: «зачем сомневаешься, маловерка?»[45].
- «Родословие Марии» — не сохранился.

Гностики, считавшие себя последователями Марии Магдалины, были объявлены еретиками после образования в III веке господствующей церкви. Апокриф «Евангелие от Марии», по мнению гностических сторонников версии «истинной восприемницы заветов Христа», не был включён в Новый Завет именно тогда, как результат победы над преданными Марии Магдалине (как и другие тексты, в которых слишком большая роль отводилась женщинам). Существует современная гипотеза, что Мария Магдалина была автором Евангелия от Иоанна, и именно её в Евангелиях называют «Возлюбленный ученик Иисуса».

### Катары и альбигойцы

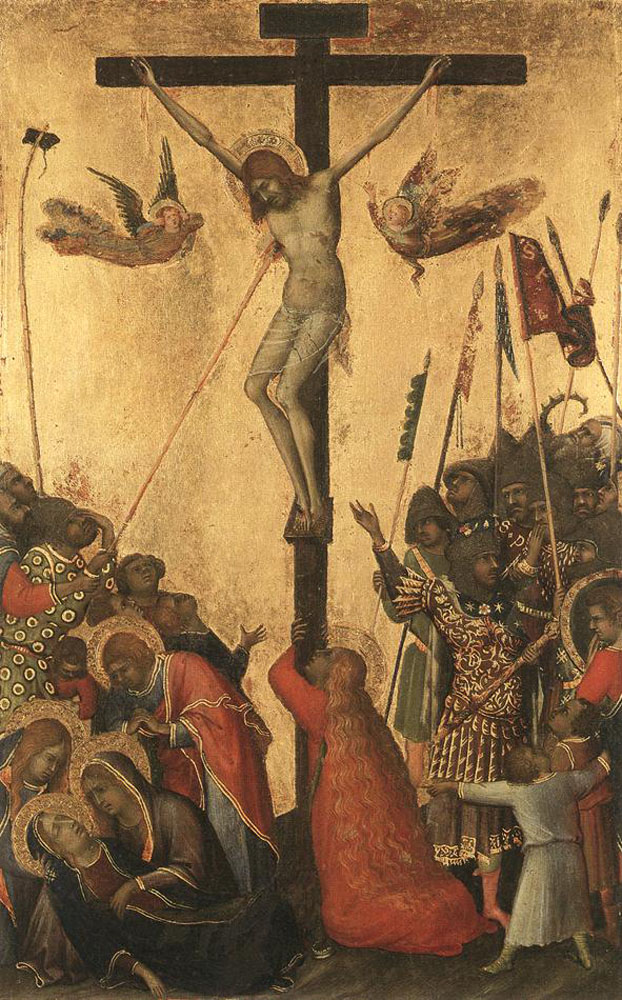
«Распятие», картина Симоне Мартини, 1333 г. Магдалина в красном платье с распущенными волосами обнимает основание креста

В XIII веке в Европе (Южная Франция и Рейнская область) возникло течение катаров или альбигойцев, которое можно считать поздней формой гностицизма. Церковь объявила это течение еретическим. Католический Альбигойский крестовый поход, начавшийся в 1208 году, привёл к массовому уничтожению еретиков, поэтому трудно сказать что-то определённое о теологии катаров, хотя известно об отрицании ими папской власти и особенном почитании Марии Магдалины.
Как именно их воззрения на дуализм плоти и духа и двойственность Бога соотносятся с их учением о Марии Магдалине — точно неизвестно, но вероятнее всего, оно было похоже на точку зрения, выраженную в «Евангелии от Филиппа». Этот апокриф, равно как и «Пистис София», скорей всего, прямым или косвенным способом был источником теологии катаров. Они придерживались воззрения, что между Иисусом Христом и Марией Магдалиной были сексуальные отношения, что противоречит господствующей христианской точке зрения о непорочности Христа. Об этом воззрении известно из пересказа католического хрониста Пьера из Во-де-Серне в своей «Альбигойской истории»:

«Еретики верили в существование двух создателей: один был невидимым, они называли его „добрым“ Богом, другой был видимым, и они называли его „злым“ Богом. (…) Эти еретики говорили на своих тайных собраниях, что Христос, который родился в земном и видимом Вифлееме и умер распятым, был дурной Христос и что Мария Магдалина была его сожительницей: она и была той женщиной, взятой в прелюбодеянии, о которой говорится в Евангелиях. На самом деле, говорили они, добрый Христос никогда не ел и не пил и не облекался настоящей плотью: он явился в мир лишь чисто духовным образом, воплотившись в теле святого Павла…»

В период правления Карла II Неаполитанского с политическими целями «обретшего» мощи Магдалины в Сен-Максимен-ла-Сент-Бом, «Золотая легенда» с её версией истории Марии Магдалины активно использовалась доминиканцами в проповедях против катаров. Рост культа Марии Магдалины и почитания её мощей в Провансе связывают именно с этой борьбой против катаров.

### Конспирология

«Дева Святого Грааля», картина Данте Габриэля Россетти, 1874 г.

Поиски настоящего значения слова «Грааль» породили множество конспирологических построений в XIX—XXI веках. Наибольшую известность получили варианты, содержащиеся в романе «Код да Винчи» и предшествующей книге Майкла Бейджента, Ричарда Ли и Генри Линкольна «Святая Кровь и Святой Грааль» — восходящие к оккультным изысканиям Отто Рана в книге «Крестовый поход против Грааля»:
- Грааль — это кровь потомков Иисуса от Марии Магдалины, «sang raal», «sang real», или «sang royal», «королевская кровь», верными хранителями которой были тамплиеры, прямо происходившие от Сионской Общины.
- в широком смысле — это грудь Марии Магдалины, затем сама Мария Магдалина, культ которой, зародившийся в начале Средних Веков, по мнению конспирологов, со временем смешался с культом Девы Марии[48].

## В искусстве
- В прозе: повесть «Мария Магдалина» (1912, Густав Даниловский; на основе Нового Завета и католических легенд), персонаж новеллы «Лета Ацилия» (Анатоль Франс). Яков Кротов, обсуждая проблему секса в Евангелиях, пишет: «Евангельская фантастика изначально тяготела к тому, чтобы в центре повествования оказывался даже не столько Иуда, сколько Мария. В начале XX века героиней делали Марию Магдалину, которая оказывалась „целомудренной развратницей“ в духе романтических прелестниц: гордая, чуткая, умная, превосходящая апостолов (кроме разве что Иуды) по всем показателям»[49]. В ряде романов XX века Мария Магдалина выведена как жена Иисуса — таков роман Н. Казандзакиса «Последнее искушение Христа» (в одноименной экранизации её играет Барбара Херши). Как его жена она выведена в романе «Евангелие от Иисуса» Жозе Сарамаго[49].
- В поэзии: стихотворения «Мария Магдалина» (1861, Николай Огарёв), поэма «Магдалина» (1875, Иннокентий Анненский), ранняя поэма «Магдалина» (1919, Анатолий Мариенгоф), цикл стихотворений «Магдалина» (Марина Цветаева), стихотворение «Магдалина» (Борис Пастернак), «Пьета» (Райнер Мария Рильке)[50] и прочие.
- В музыке: в рок-опере Эндрю Ллойда Уэббера и Тима Райса «Иисус Христос — суперзвезда» Марии Магдалине принадлежит ведущая женская вокальная партия. В 1985 году вышла песня «(I’ll Never Be) Maria Magdalena» немецкой певицы Сандры, ставшая хитом в Европе. В 2019 году была основана московская джаз-рок группа Magdalena, вдохновлённая образом Марии Магдалины. Американская певица Леди Гага посвятила Марии Магдалине свою песню «Bloody Mary» (2011).
- В кинематографе: в различные годы более или менее канонические воплощения образа создавали Орнелла Мути, Жюльет Бинош, Моника Беллуччи, Миранда Ричардсон, Энн Бэнкрофт, Ирина Мирошниченко, Руни Мара и т. д.[51]
  - В 2018 году вышел фильм «Мария Магдалина».

## Комментарии
1. ↑  Хотя комментарий XII века (Тосфот) называет такую Мириам, завивающую волосы женщинам, матерью Иисуса.
2. ↑  Большой мощевик в форме ковчега содержит крест с Животворящим Древом, он украшен барельефом с частичками мощей множества святых, в том числе и Марии Магдалины
3. ↑  Димитрий Ростовский и вслед за ним другие православные источники пишут, что католические мощи Марии Магдалины есть в римской Латеранской базилике, однако сами католики этого не подтверждают